# Ganzhousaurus
Ganzhousaurus is een geslacht van theropode dinosauriërs, behorend tot de Maniraptora, dat tijdens het late Krijt leefde in het gebied van het huidige China.

## Vondst en naamgeving
De typesoort Ganzhousaurus nankangensis werd in 2013 benoemd en beschreven door Wang Shuo, Chenkai Sun, Corwin Sullivan en Xu Xing. De geslachtsnaam verwijst naar de stad Ganzhou. De soortaanduiding verwijst naar het district Nankang.
Het holotype, SDM 20090302, is aangetroffen in de provincie Jiangxi in Zuid-China, in een laag van de Nanxiongformatie die dateert uit het vroege Maastrichtien, ongeveer zeventig miljoen jaar oud. Het bestaat uit een gedeeltelijk skelet verdeeld over twee brokken steen. Bewaard zijn gebleven: een stuk onderkaak, een reeks van drie achterste staartwervels, een stuk van het linkerdarmbeen, en delen van de achterpoten waaronder een grotendeels in verband liggende linkervoet.

## Beschrijving
Het holotype van Ganzhousaurus is een vrij fors dier met een lichaamslengte van zo'n twee meter, wat wijst op een gewicht van ongeveer veertig kilogram.
De beschrijvers wisten een unieke combinatie van kenmerken vast te stellen. Het dentarium van de onderkaak is relatief vlak. Het dentarium heeft op zijn buitenste zijde geen groeven of pneumatoporen. De onderkaken zijn aan hun voorzijde slechts gering naar beneden gebogen. De onderste achterste tak van hert dentarium is iets om zijn lengteas gedraaid zodanig dat de onderzijde iets naar buiten gekeerd wordt. Deze tak heeft aan zijn binnenkant een ondiepe groeve in de lengterichting. De opening in de buitenste zijde van de onderkaak heeft aan haar voorzijde een ondiepe uitholling. De opening in de buitenste zijde van de onderkaak wordt doormidden gedeeld door een voorste uitsteeksel van het surangulare. De onderrand van deze opening wordt voornamelijk gevormd door het angulare. De voorste tak van het angulare is breder overdwars dan hoog. Deze tak heeft aan de onderste buitenzijde een scherp ingesneden groeve. De onderste helft van de onderkant van het tweede middenvoetsbeen draagt een beenrichel. De middenvoet is niet arctometatarsaal: het derde middenvoetsbeen is dus niet bovenaan toegeknepen door het tweede en vierde. De meeste van deze kenmerken zijn basaal en duiden op een meer oorspronkelijke bouw.
De middenvoet is, met een lengte van tegen de veertien centimeter, relatief kort ten opzichte van de tenen.

## Fylogenie
Ganzhousaurus is door de beschrijvers, na een exacte cladistische analyse, ondanks de vele basale kenmerken in de Oviraptoridae geplaatst. Daarbinnen viel de soort uit als een lid van de Oviraptorinae.